# Ginga Fukei Densetsu Sapphire
Ginga Fukei Densetsu Sapphire (銀河婦警伝説サファイア? lett. "Sapphire: La leggenda delle poliziotte galattiche") è un videogioco shoot 'em up sviluppato da CAProduction e pubblicato del Hudson Soft nel 1995 per PC Engine CD.

## Modalità di gioco
Ginga Fukei Densetsu Sapphire è uno sparatutto a schermata fissa in 2D. La storia è ambientata nel 2092, dove i viaggi nel tempo sono oramai una cosa comune per la società. Alcuni terroristi fanno uso di quest'ultimi per recuperare dal passato armi da fuoco e altri beni di contrabbando, così per contrastare questa potenziale minaccia viene istituita una forza di polizia composta esclusivamente da giovani donne. La trama vede come protagonista questo gruppo armato alla ricerca di un nemico che continua a sfuggire attraverso il tempo. Il gioco si compone di cinque livelli, ognuno dei quali è ambientato in un'epoca e un luogo diverso: una città futuristica, il Medioevo, l'antico Egitto, il Giappone ed infine lo spazio. I livelli sono piuttosto brevi al contrario delle rispettive battaglie contro i boss che si troveranno alla fine di ogni percorso.
Il giocatore può scegliere tra quattro personaggi femminili in stile anime: Sapphire White (blu), Charotte Syphon (rosa), Helena Evangelin (verde) e Jasmin Willoung (viola), ognuno dei quali alla guida di una navicella con una diversa velocità di movimento e tre armi differenti da quelle delle altre colleghe. Le armi possono essere utilizzate in tre differenti direzioni: dritto, grandangolare e posteriore, la potenza di fuoco aumenterà raccogliendo delle gemme colorate che si troveranno lungo i percorsi dei singoli livelli. Una volta potenziate, compariranno due sensori volanti che si affiancheranno alla nave, i quali saranno molto utili per assorbire gli attacchi nemici e per sferrare mosse molto potenti contro i bersagli. Nell'armamento si andranno ad aggiungere anche alcune bombe, in grado di effettuare un danno elevato. La difficoltà del gioco è regolabile dal giocatore, inoltre nel menù opzioni è possibile aumentare il numero dei crediti fino a nove; se si continuerà ad ottenere un alto punteggio verranno rese disponibili anche delle vite extra. Il gioco supporta la modalità multigiocatore in cooperativo.

## Sviluppo
La console per videogiochi PC Engine, co-prodotta da NEC e Hudson Soft, era rinomata per la qualità delle avventure grafiche e degli sparatutto, nonostante quest'ultimi in particolare erano piuttosto preminenti alla fine degli anni '80, l'interesse del pubblico si spostò sempre più sui titoli picchiaduro sulla scia di Street Fighter II uscito nei primi anni '90. In modo da poter competere con i rivali Super Nintendo e Sega Mega Drive, NEC sviluppò un'espansione per la RAM del PC Engine, la quale prese il nome di "Arcade Card". Questa memoria extra di 2.25 MB era piuttosto capiente e permetteva delle conversioni di alta qualità dei giochi picchiaduro. Nonostante la diminuzione di interesse verso gli shoot 'em up, Hudson commissionò a CAProduction di sviluppare il titolo che sarebbe divenuto l'ultimo gioco dell'Arcade Card.
CAProduction era all'opera per lo sviluppo del terzo capitolo della trilogia Thunder, iniziata con Gate of Thunder (1992) e continuata con Lords of Thunder (1993), quando entrò in contatto con la Hudson. Contemporaneamente quest'ultima vide la popolarità della serie d'avventura bishōjo, Galaxy Fraulein Yuna, decidendo di combinare le due cose. La serie di Galaxy Fraulein Yuna era scritta e disegnata da Mika Akitaka, un'artista conosciuto per il design delle ragazze del franchise mecha Gundam. Il primo titolo di questa serie di videogiochi era una visual novel, mentre il secondo aggiungeva degli elementi d'azione con altri quali il dungeon crawler e lo strategico a turni con le carte da gioco, Akitaka aveva sempre desiderato sviluppare uno shoot 'em up. Hudson portò così Akitaka a lavorare con la CAProduction allo sviluppo di Ginga Fukei Densetsu Sapphire come titolo originale slegato dalla trama della serie Galaxy Fraulein Yuna. L'azienda si rivolse anche allo studio d'animazione J.C.Staff, il quale si occupò delle scene animate presenti nel gioco.

## Pubblicazione
Ginga Fukei Densetsu Sapphire venne pubblicato da Hudson Soft il 24 novembre 1995. Il gioco fu stampato utilizzando il formato Arcade CD-ROM² il quale richiedeva l'espansione della RAM dell'Arcade Card per visualizzare una grafica di miglior qualità. Il titolo fu uno degli ultimi ad uscire per il PC Engine e di conseguenza furono stampate poche copie, rendendolo così un oggetto da collezione piuttosto raro, venduto a caro prezzo nel mercato del collezionismo videoludico. E. Kozo della rivista Hardcore Gamer affermò che nel 2008 vennero vendute copie usate a circa 300 $, senza includere le "centinaia di dollari di un hardware vecchio di vent'anni dal Giappone", riferendosi alla console per riprodurlo. Un potenziale giocatore doveva disporre di un PC Engine di regione NSTC-J (Giappone) con un lettore CD-ROM e un Arcade Card per avviare il gioco. Nel 2015, Il sito web Eurogamer fece notare che le copie venivano vendute a 300 sterline. La famigerata rarità del gioco lo ha reso un popolare bersaglio della contraffazione nel 2005, tanto che Eurogamer descrisse le imitazioni del prodotto originale come impressionanti ed identificabili solo sotto un controllo estremamente accurato. Tali falsi erano talmente convincenti da essere valutati oltre le 100 sterline influenzando così il prezzo delle copie originali che circolavano. Inoltre per via della rarità e dei requisiti per giocarlo, pochi appassionati al mondo hanno potuto provare la versione originale su console. Kurt Kalata di Hardcore Gaming 101 lo ha definito come uno dei "Graal" del collezionismo per PC Engine.
Il 31 luglio 2008, Hudson Soft pubblicò in Giappone una compilation per PlayStation Portable, contenente i primi due videogiochi della serie Galaxy Fraulein Yuna assieme a Ginga Fukei Densetsu Sapphire. Tale collezione porta il titolo di Ginga Ojousama Densetsu Collection (銀河お嬢様伝説コレクション? lett. "Donne galattiche collezione leggendaria") e fa parte della serie denominata PC Engine Best Collection. Questa riedizione aggiunse l'opzione di poter cambiare l'aspect ratio di tutti e tre i titoli, il quale poteva essere quello originale che riempiva metà dello schermo, una versione leggermente allungata che copre quasi tutta l'area visiva e una modalità a schermo intero. La compilation include anche una galleria di immagini contenente anche i concept art di Akitaka ed alcuni artwork originali.

## Accoglienza e eredità
Kurt Kalata di Hardcore Gaming 101 e E. Kozo di Hardcore Gamer lodarono Ginga Fukei Densetsu Sapphire come uno dei più grandi shoot 'em up per PC Engine. Kalata lo ha descritto come "l'ultimo sparatutto per PC Engine... un pezzo forte per ciò che il sistema poteva fare" mentre Kozo lo nominò come "uno dei migliori sparatutto mai creati". Nella sua recensione, Kalata trovò lo stile di gioco mediocre e per nulla innovativo affermando però che la forza del titolo risiedeva nel comparto grafico e sonoro. Spiegò che diversi sprite 2D di Sapphire erano pre-renderizzati in alta qualità ed erano animati così bene da farli sembrare poligoni 3D. Kalata apprezzò anche gli altri effetti grafici come gli ologrammi digitalizzati, gli effetti di morphing e quelli di ridimensionamento. Allo stesso modo, Kozo commentò positivamente lo scorrimento con parallasse e gli effetti di luce. Concluse affermando che "lo stile e l'azione di Sapphire compensano tutti i suoi difetti".
Gli stessi recensori apprezzarono la compilation per PlayStation Portable, Ginga Ojousama Densetsu Collection, trovando la raccolta un modo più accessibile ai giocatori per giocare al suddetto titolo. Recensendo questa riedizione, Kozo pensò che avesse un grande valore dal momento che le copie originali di Sapphire venivano vendute dieci volte il prezzo di quella nuova. Apprezzò i bonus legati ai concept art e gli artwork ma criticò il cambio delle proporzioni dell'aspect ratio ritenendole male implementate. Trovò il rapporto originale delle immagini troppo piccolo e quello a tutto schermo troppo schiacciato, sentendo che al gioco mancava un'opzione di visualizzazione in verticale. Concluse definendo la riedizione di Sapphire come un "esempio di prima qualità di un gioco di prima qualità che resisteva alla prova del tempo".